# Zentrum Paul Klee

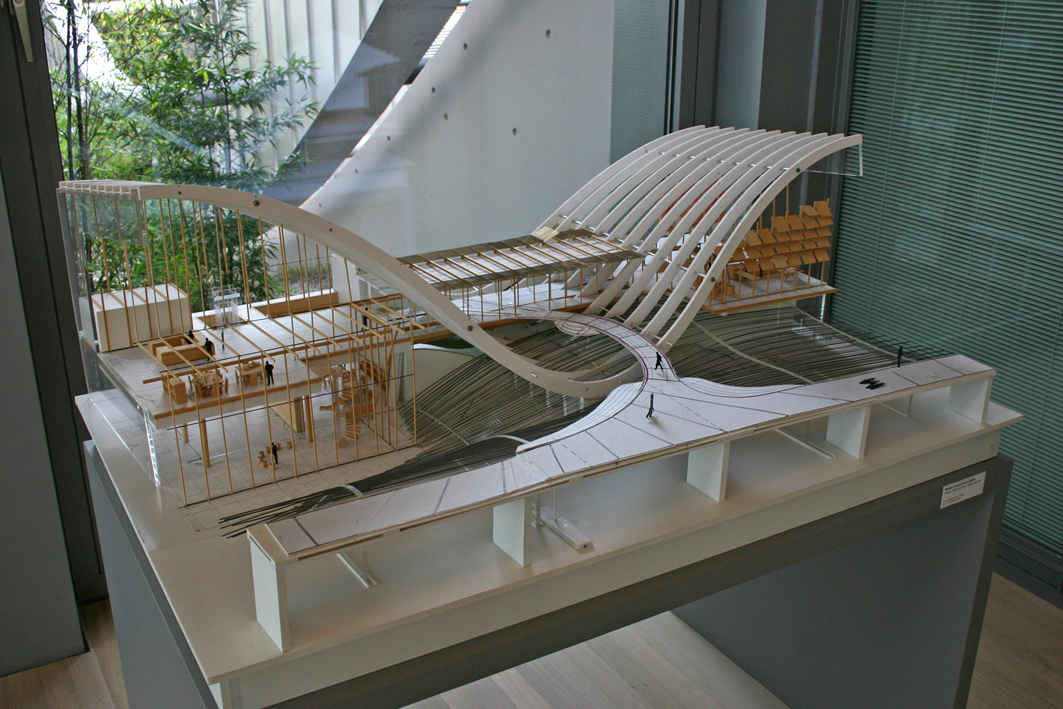
Das Modell

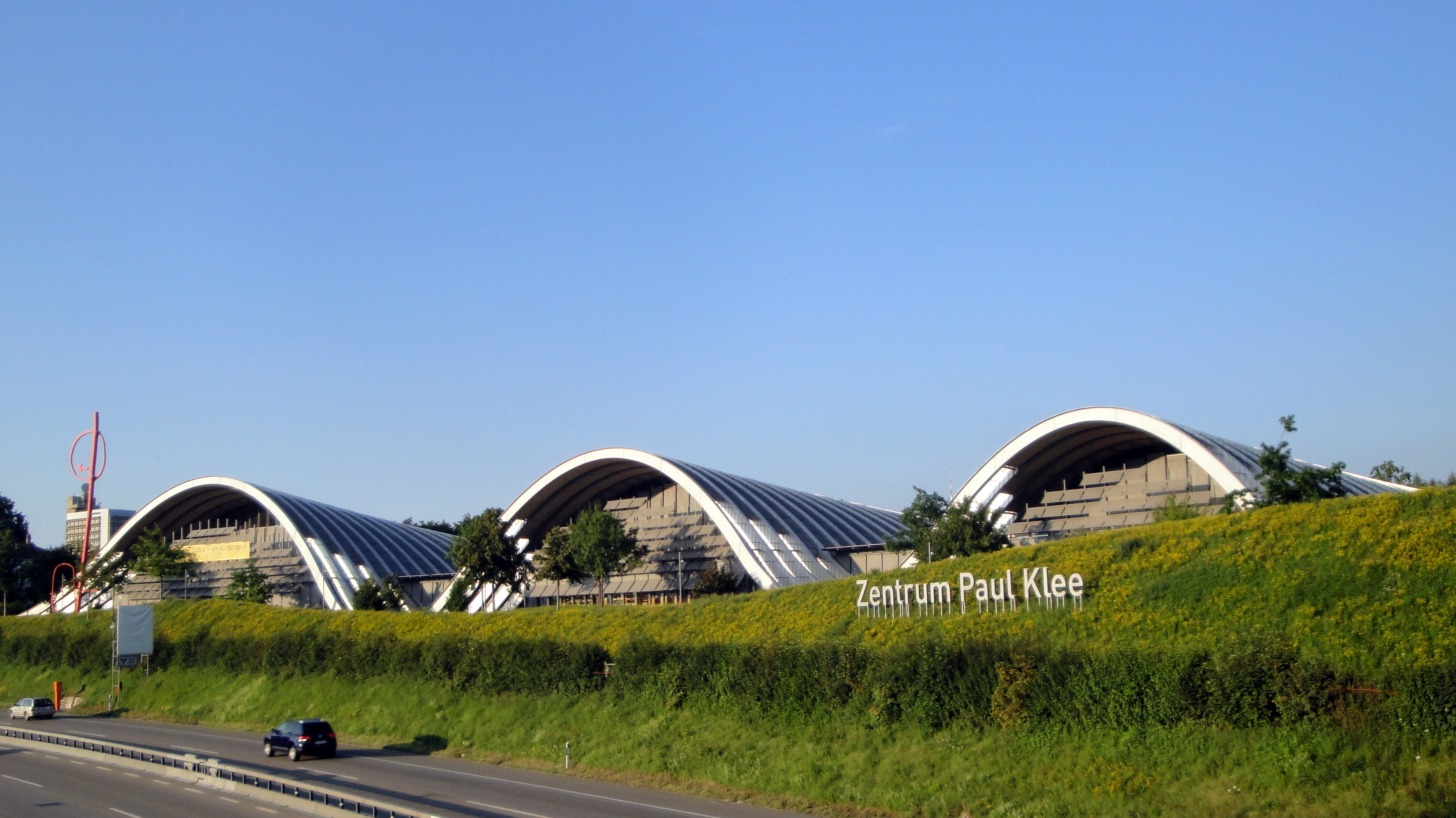
Gebäude des Zentrums Paul Klee (Foto: 2011)

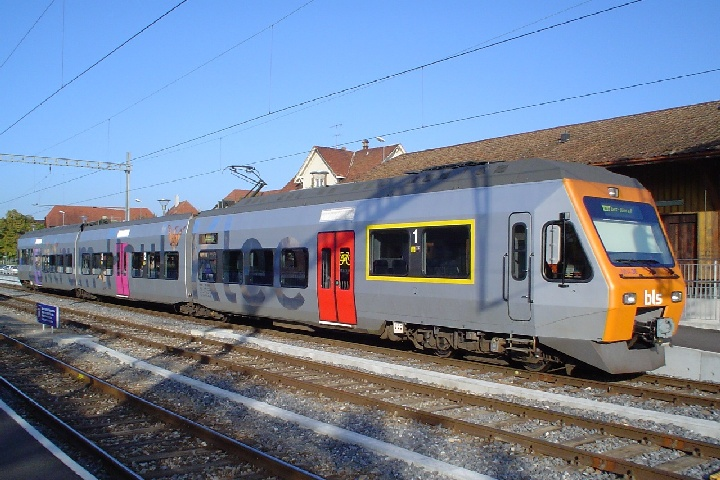
Triebzug vom Typ NINA der BLS mit Totalwerbung des Zentrums Paul Klee (Foto 2005)

Das Zentrum Paul Klee (ZPK) in Bern, nach Plänen von Renzo Piano gebaut, wurde am 20. Juni 2005 eröffnet. Es besitzt die bedeutendste Sammlung von Werken seines Namensgebers.
Seit August 2016 wird es von der Kunsthistorikerin Nina Zimmer als Nachfolgerin von Peter Fischer geleitet, die seit diesem Zeitpunkt zugleich als Direktorin des Kunstmuseums Bern fungiert.

## Geschichte
Im Mittelpunkt der vom Chirurgen Maurice Edmond Müller gestifteten Kulturinstitution steht der deutsche Maler Paul Klee (1879–1940), der in Bern gut die Hälfte seines Lebens verbracht hat. Von seinem fast 10'000 Werke umfassenden Œuvre konnten 40 Prozent, das heisst rund 4000 Gemälde, Aquarelle und Zeichnungen, sowie Archivalien und biografische Materialien im Zentrum Paul Klee zusammengeführt werden; es ist damit die weltweit bedeutendste Sammlung von Klees Werken. Zuvor war sein Nachlass im Kunstmuseum Bern aufbewahrt worden.
Das Zentrum Paul Klee soll ein internationales Kompetenzzentrum für die Erforschung, Vermittlung und Präsentation der Person, des Lebens und Werks von Paul Klee sowie dessen Rezeption sein. Mit Bezug auf die vielfältige künstlerische Tätigkeit Paul Klees beschränkt sich das Zentrum deshalb nicht nur auf die Präsentation von Klees bildnerischem Werk, sondern ist auch eine Plattform für Musik, Literatur, Agrikultur und spartenübergreifende künstlerische Ausdrucksformen. Eine Besonderheit bildet das Kindermuseum Creaviva im Zentrum Paul Klee.
Beim Bau des Zentrums Paul Klee wurden insgesamt 4,2 km Stahlträger benötigt. Die Ausstellungsfläche beträgt 1800 Quadratmeter.
Hier agiert die Stiftung Sommerakademie im Zentrum Paul Klee.

## Zitat
„Es geht darum, einen Ort zu schaffen, der dem Geist von Paul Klee entspricht, der aussergewöhnlich war in seiner Einfachheit und seiner Kreativität.“

## Filme
- Kunstmuseum Bern und Zentrum Paul Klee (= Museums-Check. Folge 48). Reportage, 30 Min., Moderation: Markus Brock, Produktion: 3sat. Erstausstrahlung: 3. Dezember 2017.[6]